# Доллар Саравака
Доллар Саравака — денежная единица королевства Саравак, существовавшая с 1858 по 1953 годы.
Доллар Саравака имел тот же курс, что и обращавшийся в Малайе и Сингапуре доллар Проливов (и заменивший его в 1939 году малайский доллар), 1 доллар обменивался на 2 шиллинга 4 пенса. В годы японской оккупации (1942—1945) выпускались оккупационные доллары, которые обменивались по курсу 1 доллар = 1 иена (в то время как довоенный курс составлял 1 доллар = 2 иены). После войны японские оккупационные деньги были объявлены не имеющими ценности, и доллар восстановил свою довоенную ценность.
В 1953 году доллар Саравака заменила другая денежная единица — доллар Малайи и Британского Борнео.

## Монеты
Чеканились монеты номиналом в ¼ цента, ½ цента, 1 цент, 5 центов, 10 центов, 20 центов и 50 центов. Монеты номиналом 5 центов и выше содержали драгоценные металлы, однако с 1920 года монеты номиналом 5 и 10 центов чеканились из медно-никелевого сплава. На монетах помещался портрет правившего в тот момент белого раджи.

## Банкноты
Первая серия банкнот была выпущена Государственным казначейством Саравака; они имели выполненные от руки изображения плохого качества. Последующие выпуски банкнот производились Правительством Саравака (за исключением банкнот в 10 центов и 25 центов 1919 года, которые опять были выпущены Казначейством). Существовали банкноты номиналом в 5 центов, 10 центов, 20 центов, 25 центов, 50 центов, 1 доллар, 5 долларов, 10 долларов, 25 долларов, 50 долларов и 100 долларов. В настоящее время банкноты, выпущенные до 1922 года, либо имеющие номинал выше 50 долларов, являются чрезвычайно редкими.